# Неклюдиха (Кирилловский район)
Неклюдиха — деревня в Кирилловском районе Вологодской области.
Входит в состав Талицкого сельского поселения, с точки зрения административно-территориального деления — в Талицкий сельсовет.
Расстояние по автодороге до районного центра Кириллова — 69,5 км, до центра муниципального образования Талиц — 4,5 км.
По переписи 2002 года население — 2 человека.